# Hleďsebe (Rokytnice nad Jizerou)
Hleďsebe je malá vesnice, část města Rokytnice nad Jizerou v okrese Semily. Nachází se asi 2,5 kilometru severozápadně od Rokytnice nad Jizerou.
Hleďsebe leží v katastrálním území Dolní Rokytnice o výměře 11,28 km². Poblíž vesnice se nachází vrchol Janova skála (1002 metrů).

## Historie
První písemná zmínka o vesnici pochází z roku 1724.